# Ігнасіо Альварес Томас
Хосе Ігнасіо Альварес Томас (ісп. José Ignacio Álvarez Thomas; 15 лютого 1787 — 19 липня 1857) — південноамериканський військовий та політичний діяч початку XIX століття.

## Біографія
Альварес Томас народився в Арекіпі, Перу, потім якийсь час жив разом з родиною у Лімі. Коли його батька, який перебував на іспанській службі, відкликали у Мадрид у 1797 році, родина переїхала у Буенос-Айрес. Тут Альварес вступив до лав збройних сил у 1799 році. Таким чином він узяв участь у війні за незалежність Аргентини.
Під началом генерала Альвеара він брав участь у званні полковника у боях поблизу Монтевідео, за що був нагороджений медаллю. Попри це, пізніше Альварес Томас перейшов у відкриту опозицію до уряду Альвеара. Згодом його було обрано на пост Верховного правителя Об'єднаних провінцій Ла-Плати. Цю посаду він займав з 20 квітня 1815 до 16 квітня 1916 року. Коли Генеральну асамблею було розпущено у 1820 році, Альвареса Томаса було ув'язнено, проте його випустили з в'язниці за 19 днів.
У 1825 році він був призначений послом у Перу, а у жовтні того самого року він також зайняв посаду посла в Чилі. Після повернення до Буенос-Айреса, він був заарештований і якийсь час провів у в'язниці через свої опозиційні діяння щодо уряду Хуана Мануеля де Росаса. Потім він емігрував до Ріо-де-Жанейро, звідки продовжував протистояти правлінню Росаса. Після падіння уряду останнього Альварес повернувся до Буенос-Айреса у 1852 році.